# Josip Broz Tito
Josip Broz Tito (Tiếng Serbia: Јосип Броз Тито, (7 hay 25 tháng 5 năm 1892 – 4 tháng 5 năm 1980) là nhà cách mạng và chính khách người Nam Tư. Ông là Tổng Thư ký và sau đó là Chủ tịch của Liên đoàn Những người Cộng sản Nam Tư (từ năm 1939 đến năm 1980), tham gia và lãnh đạo kháng chiến nhân dân Nam Tư trong Chiến tranh thế giới lần thứ hai. Sau cuộc chiến ông lên giữ quyền Thủ tướng (1945–1963) và sau đó lên chức Tổng thống (1953–1980) của Cộng hòa Liên bang Xã hội chủ nghĩa Nam Tư. Từ năm 1943 cho đến khi ông mất, Tito còn giữ cấp bậc Nguyên soái, Tổng chỉ huy Quân đội Nhân dân Nam Tư (JNA).
Tito là người sáng lập quốc gia Nam Tư thứ hai, tồn tại từ Chiến tranh thế giới lần thứ hai đến năm 1991. Mặc dù là một trong những thành viên ban đầu của Cominform, Tito là người đầu tiên và duy nhất của châu Âu có khả năng chống lại điều khiển của Liên Xô với tư cách là một quốc gia nhỏ, còn trên thế giới thì có hai chính phủ cộng sản không thuộc Liên Xô đó là Nam Tư và chính phủ Cộng hòa Nhân dân Trung Hoa của Mao Trạch Đông ly khai Liên Xô vào năm 1959 nhưng lại là một quốc gia lớn, ngoài ra chính phủ Khmer Đỏ của Pol Pot tuy không thuộc Liên Xô nhưng lại thân Trung Quốc. Do không thuộc Liên Xô nên Nam Tư thuộc Phong trào không liên kết, không chống nhưng cũng không ngả theo phe nào trong hai phe đối đầu của Chiến tranh lạnh.

## Trước Chiến tranh thế giới lần thứ nhất
Josip Broz sinh tại Kumrovec thuộc Croatia, khi đó còn là thuộc địa của Đế quốc Áo-Hung. Ông là con thứ 7 của ông Franjo Broz người Croatia và bà Marija Broz người Slovenia. Khi nhỏ ông sống với ông ngoại. Năm 1907 Broz lên tỉnh Sisak theo học nghề thợ máy và gia nhập phong trào công nhân năm 1910 và theo Đảng Dân chủ Xã hội Croatia. Trong những năm 1911 - 1913 Broz làm tại nhiều hãng ở khắp nơi và cũng có làm cho hãng xe hơi Benz ở Đức và Daimler tại Áo.
Mùa thu 1912, Broz bị bắt đi lính cho Đế quốc Áo-Hung và được cho làm Thượng sĩ thuộc Trung đoàn 25 Croatia tại Zagreb. Tháng 5 năm 1914 Broz được huy chương bạc trong môn thể thao đấu kiếm tại Budapest. Khi Chiến tranh thế giới lần thứ nhất bùng nổ Broz được đẩy đi Ruma nhưng ông bị bắt bỏ tù vì tội phát động phong trào phản chiến. Tháng 1 năm 1915 Broz bị đầy ra chiến trận miền Đông, chống lại quân Nga. Tại đây ông chiến đấu anh dũng và được khen thưởng, trở thành thượng sĩ trẻ nhất của quân đội Đế quốc Áo-Hung. Ngày 25 tháng 3 1915, ông bị bắn trọng thương và bị quân Nga bắt làm tù binh.

## Tù binh và cách mạng Nga
Sau 13 tháng nằm viện dưỡng thương, Broz bị đày đi trại tù lao động vùng núi Ural, tù nhân chọn ông làm trại trưởng. Tháng 2 năm 1917 công nhân nổi dậy vào đánh phá và mở cửa trại. Broz từ đó nhập theo đoàn Bolshevik. Tháng 4 ông bị bắt nhưng trốn thoát và tham gia các cuộc biểu tình vào tháng 7 tại Petrograd. Trên đường sang Phần Lan Broz lại bị bắt nhưng trên đường ra trại tù ông nhảy từ xe lửa trốn thoát và trú ẩn trong gia đình một người Nga. Tại đây ông gặp cô Pelagija Belousova. Sau Cách mạng Tháng Mười Broz gia nhập Hồng quân Nga tại Omsk. Khi bị quân Bạch vệ tấn công, Broz bỏ chạy về Kirgiziya và sau đó về Omsk và cưới Pelagija Belousova làm vợ.
Mùa xuân năm 1918 Broz gia nhập phân bộ Nam Tư của Đảng Cộng sản Nga. Sau đó ông tiếp tục làm nghề thợ máy kiếm tiền nuôi gia đình. Tháng 1 năm 1920 ông cùng gia đình làm cuộc hành trình vất vả về Nam Tư. Đến tháng 9 gia đình Broz mới về tới Nam Tư. Ông gia nhập Đảng Cộng sản Nam Tư, đảng này phát triển mạnh mẽ và trong cuộc bầu cử năm 1920 giành được 59 ghế trong Quốc hội và là đảng lớn thứ 3 trong nước. Đảng Cộng sản thắng thế tại nhiều cuộc bầu cử địa phương, thành công nhất khi Svetozar Delić giành được chức Thị trưởng thành phố Zagreb. Vua Nam Tư không ưa Đảng Cộng sản và ra lệnh cấm đảng này hoạt động và mọi thành quả của đảng trong những năm 1920-1921 bị hủy. Broz tiếp tục hoạt động ngầm và về Bjelovar làm nghề thợ máy. Năm 1925 ông làm cho hãng thuyền tại Kraljevica và năm sau trong vai trò thủ lĩnh công đoàn khởi động cuộc đình công tại hãng này. Ông bị đuổi sở và phải về Beograd làm tại hãng xe lửa. Ông được bầu làm đại diện công nhân nhưng sau đó bị đuổi khi lý lịch thành viên Đảng Cộng sản bị tiết lộ. Broz lại về Zagreb lĩnh chức Thư ký Công đoàn Công nhân Nghề sắt Croatia. Năm 1928 ông lên làm Thư ký cho phân bộ Zagreb của Đảng Cộng sản Nam Tư. Sau đó Broz bị bắt, kết án và bỏ tù vì tội theo cộng sản. Trong tù, ông gặp và học hỏi từ Moša Pijade về lý luận chính trị. Sau khi được thả, Broz sống ẩn và lấy nhiều tên tắt như "Walter" và "Tito".
Năm 1934 phân bộ Đảng gửi Tito sang Vienna, Áo nơi Đảng Cộng sản Nam Tư đang lánh nạn. Ông được vào Ủy ban của Đảng và kết nạp được nhiều đảng viên thân cận trong gồm có Edvard Kardelj, Milovan Djilas, Aleksandar Rankovic, và Boris Kidric. Năm 1935 Tito sang Liên Xô hoạt động cho phong trào Đệ Tam Quốc tế cho khu vực Balkan. Tito gia nhập Đảng Cộng sản Nga và hoạt động cho Cảnh sát Mật vụ Xô viết NKVD. Năm 1936 Comintern gửi Tito về Nam Tư thanh lọc Đảng Cộng sản nước này. Năm 1937 Stalin ra mật lệnh thủ tiêu Milan Gorkić tại Moskva. Sau đó Tito được bầu lên làm thủ lĩnh Đảng Cộng sản Nam Tư (lúc bấy giờ vẫn còn là đảng bất hợp pháp).

## Chiến tranh thế giới lần thứ hai

### Chiến tranh Nam Tư
Ngày 6 tháng 4 1941, quân Đức Quốc xã, Phát xít Ý và Hungary mở cuộc tấn công vào Nam Tư. Vua Nam Tư bỏ trốn ngày 17 tháng 4 và chính quyền Nam Tư đầu hàng sau đó. Quân xâm lăng tiến vào và nhanh chóng chia rẽ xứ Nam Tư. Quân Đức chiếm vùng miền bắc Slovenia và điều khiển quân sự tại Serbia đồng thời lập chính phủ bù nhìn tại Croatia. Quân của Mussolini giành phần còn lại của Slovenia, Kosovo và vùng ven biển Dalmatia và các đảo trong biển Adriatic. Ý cũng lập chính phủ bù nhìn tại Montenegro. Quân Hungary chiếm Vojvodina, sát nhập vào Baranja, Bačka, Međimurje và Prekmurje. Còn quân Bulgaria chiếm gần hết lãnh thổ Macedonia.
Trong những ngày đầu của cuộc xâm lăng, ngày 10 tháng 4 1941 Tito thành lập Ủy ban Quân sự trong Đảng Cộng sản Nam Tư và ngày 1 tháng 5 bắt đầu phát truyền đơn kêu gọi dân Nam Tư đoàn kết chống ngoại xâm. Ngày 4 tháng 7 nghe tin Đức tấn công Liên Xô, Tito mở cuộc họp thành lập Quân đội Kháng chiến Vũ trang và ông được chọn làm Thủ lĩnh. Trong khu rừng vùng Brezovica gần Sisak Croatia, đội quân kháng chiến vũ trang chống phát xít đầu tiên tại châu Âu được thành lập, phần lớn là người Croatia ở các vùng lân cận.
Ngoài quân xâm lăng, Tito và quân kháng chiến còn phải đương đầu với lực lượng "kháng chiến" khác do Draža Mihailović chỉ huy. Lực lượng này mang tên Chetnik, lúc đầu phối hợp với Tito nhưng không bao lâu sau dần dần ngả theo phe phát xít, nhận viện trợ của Ý tấn công quân của Tito. Quân Tito mở cuộc chiến tranh du kích giành được nhiều thắng lợi, giải phóng nhiều vùng bị quân phát xít xâm chiếm. Quân Đức phản công bằng các cuộc thanh trừng giết hại thường dân: cứ mỗi lính Đức chết thì 100 dân Nam Tư phải đền mạng, và 50 cho mỗi lính Đức bị thương. Dẫu thế dân Nam Tư vẫn kiên trì chống trả và bảo vệ những vùng giải phóng, nổi tiếng nhất là vùng đất mang tên Cộng hòa Užice. Trong những khu giải phóng, quân kháng chiến tổ chức những Chính phủ Nhân dân. Tito mở hai cuộc họp của tổ chức gọi là Hội đồng Giải phóng Quốc gia Nam Tư chống Phát xít tại Bihać ngày 26 tháng 11 1942 và tại Jajce ngày 29 tháng 11 1943, tổ chức này được coi như là đại diện của quân dân kháng chiến Nam Tư, và Tito là lãnh tụ. Trong hai cuộc họp này các thành viên đặt nền móng cho quốc gia Nam Tư sau cuộc chiến và riêng tại Jajce nhận Tito làm Chủ tịch Hội đồng. Ngày 4 tháng 12 1943, trong khi cuộc chiến còn đang tiếp diễn, Tito tuyên bố thành lập Chính phủ Dân chủ Nam Tư.

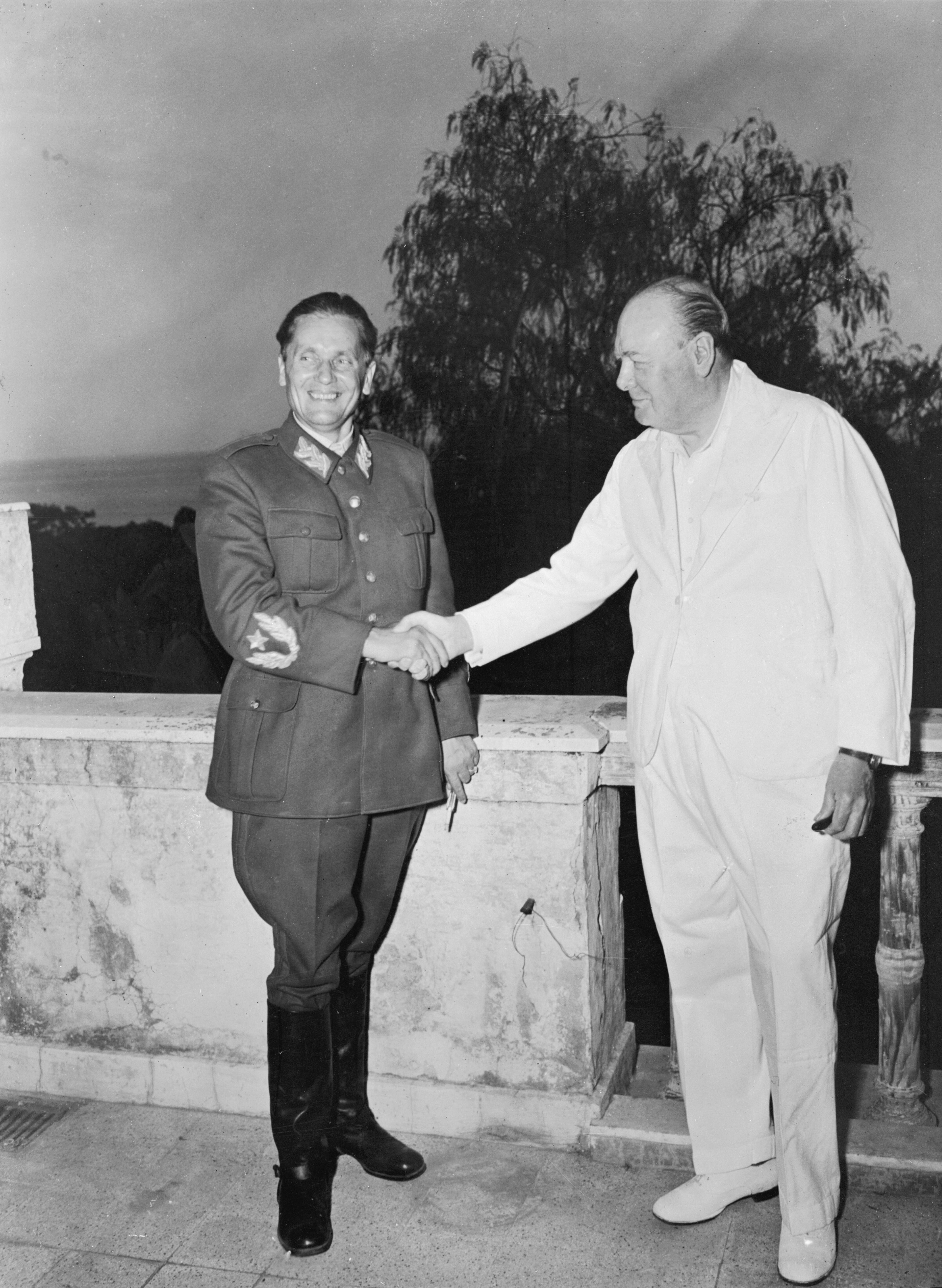
Nguyên soái J. B. Tito và Thủ tướng Anh Winston Churchill, năm 1944

Quân phát xít lúc này đang lo ngại quân Đồng Minh đổ bộ vào bán đảo Balkan, bèn mở cuộc hành quân ra sức tiêu diệt kháng chiến Nam Tư. Quân Đức đặc biệt kéo 200.000 quân tấn công vào các cứ điểm của quân kháng chiến, như Neretva (trong trận đánh này quân Chetniks theo phe quân Đức tấn công quân Nam Tư) và tại Sutjeska. Trong trận Sutjeska quân kháng chiến bị bao vây và gần bị tiêu diệt nhưng nhờ khả năng hành quân linh động có khả năng vừa đánh vừa rút thoát khỏi vòng vây, Tito trúng đạn bị thương trong trận này. Quân Đức suýt bắt và giết được Tito ba lần; tại Neretva, tại Sutjeska và tại Drvar. Trong trận Drvar (thuộc Bosnia) Otto Skorzeny cầm đầu toán lính dù Đức tấn công phòng chỉ huy của Tito, nhưng ông may mắn trốn thoát.
Quân Đồng minh lâu nay vẫn ủng hộ quân Chetniks, nhưng khi thấy quân này lộ mặt thân phát xít và khi nhận tin về sức kháng cự của kháng chiến quân Tito, quyết định ủng hộ lực lượng Tito. Tại Hội nghị Tehran, Vua Peter II của Nam Tư, Tổng thống Hoa Kỳ Franklin Roosevelt, Thủ tướng Anh Winston Churchill và Chủ tịch Liên Xô Joseph Stalin tuyên bố chính thức công nhận Tito và quân kháng chiến do ông chỉ huy, và cho lính dù Đồng minh nhảy vào hỗ trợ quân kháng chiến Nam Tư. Ngày 17 tháng 6 năm 1944 Hiệp ước Vis được ký kết với mục đích kết hợp lực lượng Tito và Chính phủ Lưu vong Hoàng gia Nam Tư. Quân kháng chiến Nam Tư sau đó được lực lượng của Đồng minh hỗ trợ trực tiếp, gồm không quân và lục quân.
Ngày 28 tháng 9 năm 1944 báo Cơ quan Điện thư Liên Xô (TASS) báo tin Tito cho ký giấy cho quân Liên Xô hành quân vùng đông-bắc Nam Tư. Quân kháng chiến Nam Tư dựa vào lực lượng hỗ trợ mở cuộc tổng tấn công quân phát xít tại nhiều nơi và nhanh chóng giải phóng Nam Tư. Khi quân Đức rút ra khỏi lãnh thổ, Tito cũng lập tức yêu cầu tất cả các lực lượng Đồng minh kéo ra ngoài Nam Tư.

### Thời hậu chiến

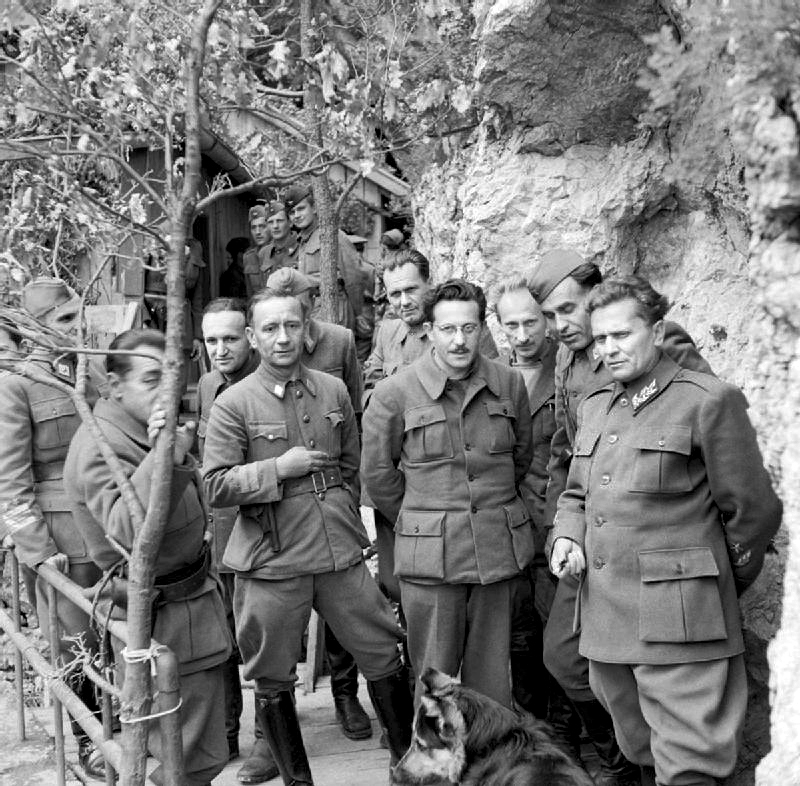
Nguyên soái J. B. Tito và các tướng lĩnh Quân giải phóng nhân dân Nam Tư sau khi Chiến tranh thế giới thứ II kết thúc, ngày 14 tháng 5 năm 1945

Ngày 7 tháng 3 1946 Chính phủ Lâm thời Liên hiệp Dân chủ Nam Tư (Demokratska Federativna Jugoslavija, DFY) ra đời tại Beograd, chưa quyết định thể chế cộng hòa hay vương quốc. Chính phủ này do Tito lãnh đạo trong chức Thủ tướng, cùng thành viên của Chính phủ Lưu vong Hoàng gia khi trước và nhiều người khác, trong đó có Ivan Šubašić. Trong cuộc bầu cử thành lập chính phủ chính thống vào tháng 11 năm 1945, Tito và nhóm cộng hòa do Đảng Cộng sản Nam Tư ủng hộ thắng lớn. Đây là thời điểm Tito được quần chúng yêu chuộng với hình ảnh ông là người giải phóng đất nước.
Chính phủ Nam Tư cố gắng hàn gắn những sứt mẻ trong thời gian bị chiếm; nhất là vấn đề chia rẽ giữa các nước nhỏ thuộc Liên hiệp Nam Tư. Ngoài ra họ còn phải gây dựng lại xứ sở bị chiến tranh tàn phá, luôn đưa hình ảnh đoàn kết xây dựng như mục đích chung của cả nước. Nam Tư được cho danh xưng chính thức là Cộng hòa Liên hiệp Nhân dân Nam Tư, sau đổi thành Cộng hòa Liên hiệp Nam Tư. Ngày 29 tháng 11 năm 1945, vua Peter II của Nam Tư chính thức bị Quốc hội truất phế. Hiến pháp cộng hòa sau đó được soạn thảo và công bố.
Quân đội Nam Tư, Quân đội Nhân dân Nam Tư (Jugoslavenska narodna armija, hay JNA), được thành lập trên căn bản của quân kháng chiến ngày trước, từng được xếp hạng 4 hùng hậu nhất châu Âu. Cảnh sát An ninh Nam Tư (Uprava državne bezbednosti/sigurnosti/varnosti, UDBA) và Cơ quan Mật vụ (Organ Zaštite Naroda (Armije), OZNA) được thiết lập truy nã, bắt giữ và đem ra tòa xử các tội phạm chiến tranh và nhóm người theo phát xít ngày trước. Trong đám tội phạm này có nhiều Linh mục Công giáo của giáo xứ Croatia thuộc chính quyền Ustaša. Draža Mihailović từng chỉ huy quân Chetniks bị xét xử và xử bắn vào tháng 7 năm 1946.
Josip Broz Tito gặp Aloysius Stepinac, Chủ tịch Hiệp hội Giám mục Nam Tư ngày 4 tháng 6 năm 1945 để thương lượng về chính sách tôn giáo nhưng không đạt thành quả. Stepinac và các Giám mục chỉ trích Tito trong vụ thanh trừng tôn giáo vào tháng 9 năm 1945. Năm sau Stepinac bị bắt và kết án 16 năm tù giam với tội cấu kết nhóm khủng bố Ustaše và xúi giục dân chúng theo đạo Công giáo. Tháng 10 năm 1946, Vatican trong phiên họp bất thường lần đầu tiên trong 75 năm, ly khai chính phủ Tito về vụ bắt Stepenac, nhờ đó Stepenac được ân xá và bản án rút xuống thành quản thúc tại gia với phép cho xuất cảnh. Nam Tư sau đó được xem là có tự do tôn giáo hơn các nước Đông Âu láng giềng thuộc khối Xô viết.
Trong những năm đầu sau Chiến tranh thế giới lần thứ hai, Tito được xem là nhà lãnh tụ cộng sản chân chính, chỉ đứng sau Stalin. Lực lượng Phòng không Nam Tư từng bắn rơi máy bay Hoa Kỳ bay vào không phận Nam Tư và đưa liên hệ với Tây Âu vào chỗ khó khăn. Stalin thì lại không mấy ưa Tito, cho ông là quá độc lập.

## Tổng thống Nam Tư

### Tách rời Stalin

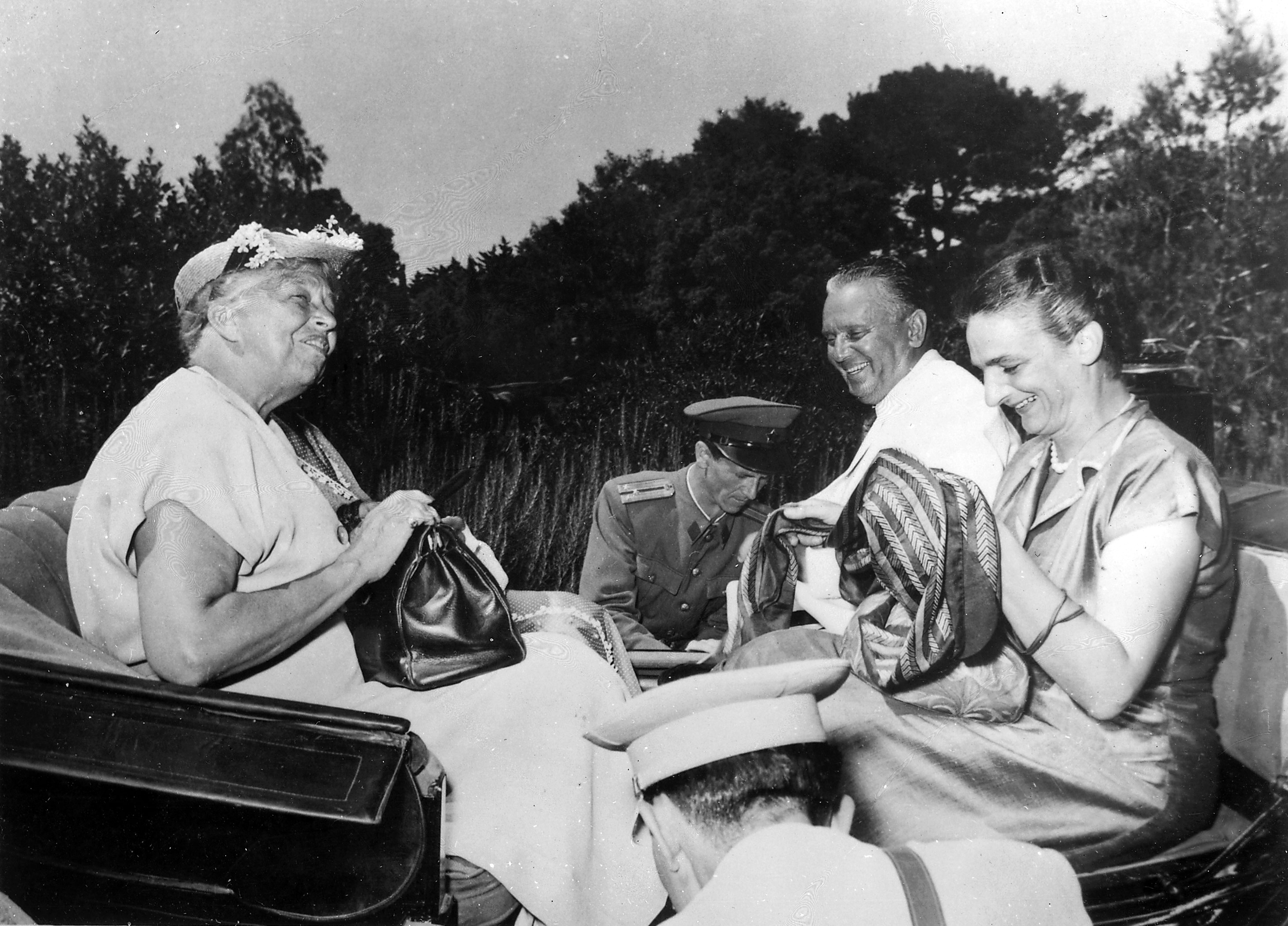
Josip Broz Tito và bà Eleanor Roosevelt trong chuyến du ngoạn đảo Brijuni tại Croatia, (tháng 7 năm 1953)

Khác với những nước thuộc khối Cộng sản Đông Âu, Nam Tư không phụ thuộc Hồng quân Liên Xô trong cuộc giải phóng chống Phát xít. Mặc dù trong thời gian đầu, Tito là đồng minh với Stalin, ông tin tưởng Nam Tư có khả năng đứng riêng rẽ, tự chủ, không phụ thuộc thế lực bên ngoài. Do đó, liên hệ với Liên bang Xô viết dần dần trở nên căng thẳng. Ngay từ năm 1945 Liên Xô đã gài điệp viên vào Đảng Cộng sản Nam Tư để theo dõi và tạo ảnh hưởng.
Mặt khác, Nam Tư cũng không chịu để Đồng Minh Tây Âu lấn ép. Nhiều cuộc đụng độ vũ trang xảy ra giữa Nam Tư và quân Đồng minh Tây Âu. Nam Tư giành lại lãnh thổ Istria, hai thành phố Zadar và Rijeka từng bị Ý chiếm giữ từ những năm 1920. Khi Tito muốn lấy lại khu vực Trieste thì bị Tây Âu phản kháng. Từ đó xảy ra nhiều căng thẳng quân sự. Nghiêm trọng nhất những là vụ không quân Nam Tư tấn công máy bay của Hoa Kỳ, từ năm 1945 tới năm 1948 ít nhất 4 phi cơ Mỹ bị Nam Tư bắn rơi. Stalin rất lo ngại về những xung đột này, cho rằng Liên Xô lúc bấy giờ còn đang hồi phục sau Chiến tranh thế giới lần thứ hai, chưa đủ tư thế tham gia chiến tranh giữa Đông và Tây Âu. Trong khi Tito công khai ủng hộ phe cộng sản trong Nội chiến Hy Lạp, Stalin không tuyên bố quan điểm vì đã hứa với Churchill là Liên Xô không xen vào chuyện nội bộ của Hy Lạp. Đến năm 1948, Tito quyết định đặt kế hoạch phát triển kinh tế không lệ thuộc hệ thống của Liên Xô. Từ đó, liên hệ giữa Nam Tư và Liên Xô bắt đầu tan rã. Tito viết thư cho Stalin:
Chúng tôi học hỏi và theo gương của hệ thống Xô viết, nhưng chúng tôi phát triển chủ nghĩa xã hội theo trạng thái khác... Mỗi người chúng tôi dẫu có yêu đất chủ nghĩa xã hội Liên Xô bao nhiêu cũng không thể yêu hơn tổ quốc của chính chúng tôi.— 

Liên Xô phản kháng bằng cách chỉ trích Tito và Đảng Cộng sản Nam Tư đã không biết sửa sai và quá tự hào trong chiến thắng chống Đức mà đã quên rằng Liên Xô là cứu tinh của Nam Tư. Ngày 17 tháng 5 Tito cho mời họp các nước cộng sản Đông Âu để điều đình vào tháng 6 nhưng ông không đến họp, ngại rằng Nam Tư sẽ bị tấn công. Thời đoạn này là cuộc khủng hoảng quân sự trầm trọng, quân Liên Xô và Hungary kéo đến đóng tại biên giới phía bắc Nam Tư. Ngày 28 tháng 6 Nam Tư bị trục xuất khỏi khối Đông Âu, và bị kết tội là đảng Cộng sản Nam Tư đã để những thành phần chủ nghĩa quốc gia lên cầm đầu. Những phần tử có tư tưởng giống Tito ("Tito-ist") trong những nước này cũng bị thanh trừng hay trục xuất. Riêng Stalin lại đi xa hơn, ra lệnh thủ tiêu Tito nhưng thất bại. Tito lại gửi thư cho Stalin:
Đừng gửi người sang giết tôi. Chúng tôi đã bắt được 5 tên, một tên mang bom, một tên khác mang súng trường... Nếu ông không ngưng gửi sát thủ, tôi buộc phải gửi một sát thủ sang Moskva, và tôi sẽ không cần gửi sát thủ thứ nhì đâu.— 

Tito nhân tình huống này quay sang nhận viện trợ từ đối thủ của Liên Xô là Hoa Kỳ, theo chương trình Kế hoạch Marshall. Ông cũng tiếp tục duy trì vị trí của Nam Tư, đứng đầu trong Phong trào không liên kết. Sự kiện này là một thất bại lớn trong kế hoạch phát triển thế lực cộng sản của Stalin. Trong giai đoạn Informbiro này Tito và Nam Tư rơi vào thế khó khăn. Trong khi những thành phần có xu hướng theo Tito tại những nước Đông Âu bị thanh trừng, Nam Tư cũng tống giam những thành phần theo Liên Xô tại đảo Goli Otok (thuộc Croatia). Từ năm 1946 đến năm 1956, gần 10.000 tù nhân đã bị đày ra trại tù kín ở đảo này - với nhiều nhân chứng từng bị tra tấn hành hạ và cưỡng bức lao động.
Ngày 26 tháng 6 năm 1950 Hội nghị Quốc gia thông qua nghị quyết do Milovan Đilas và Tito đề cử về chính sách tự quản, một hình thức chủ nghĩa xã hội dựa trên kinh tế quốc doanh và chia lãi cho người lao động. Ngày 13 tháng 1 năm 1953 kinh doanh tự quản được xem là căn bản của kinh tế Nam Tư. Ngày 14 tháng 1 1953, Tito lên thay Ivan Ribar nhận chức Tổng thống Nam Tư. Sau khi Stalin chết, chính quyền Liên Xô mời Tito sang giảng hòa nhưng ông từ chối không sang. Năm 1955 Nikita Khrushchev và Nikolai Bulganin phải sang Belgrade xin lỗi Tito về những hành động của Stalin khi trước. Tito sang Liên Xô năm 1956 bắt đầu cuộc hòa giải giữa hai nước. Nhưng đến thập niên năm 1960, Nam Tư và Liên Xô lại có hiềm khích. Tito kết luận:
Nói tóm lại - đây là một thái độ phản bội, thiếu khách quan đối với Đảng và Tổ quốc của chúng ta. Đây là kết quả của một chứng ngông cuồng ghê tởm được thổi phồng lên tới mức độ khổng lồ chỉ để đánh phá danh dự của Đảng ta và cấp lãnh đạo, làm lu mờ vinh quang của nhân dân Nam Tư và cuộc đấu tranh của họ. Nó chà đạp lên những thành tựu của quốc gia chúng ta mà chúng ta đã phải trả giá bằng máu và hy sinh - với mục đích làm tan vỡ sức đoàn kết trong Đảng ta, được xem như một bảo đảm cho thành công trong phát triển xã hội chủ nghĩa trong nước ta và xây dựng nền hạnh phúc cho nhân dân.

### Nam Tư trung lập

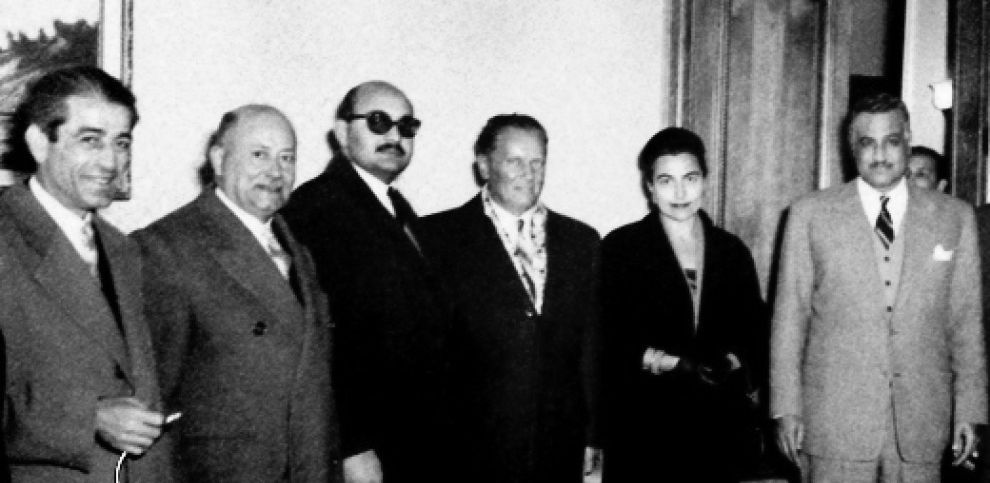
Josip Broz Tito với Tổng thống Cộng hòa Ả rập Thống nhất Gamal Abdul Nasser và Phó Tổng thống Akram al-Hawrani. Cairo, Ai Cập năm 1959

Năm 1961 lãnh tụ của 5 quốc gia Nam Tư, Ấn Độ, Ai Cập, Indonesia và Ghana phát huy Phong trào không liên kết, đồng ý không theo phe nào trong chiến tranh Lạnh, đồng thời phát triển liên hệ với giữa các nước chậm tiến. Hành động này có lợi cho nền kinh tế và quan hệ ngoại giao của Nam Tư. Ngày 1 tháng 9 năm 1961, Tito được bầu lên làm Tổng Thư ký của Phong trào không liên kết.
Ngày 7 tháng 4 năm 1963, Nam Tư đổi tên quốc hiệu thành Cộng hòa Liên hiệp Xã hội chủ nghĩa Nam Tư. Chính quyền phát động đổi mới, cho phép đầu tư cá nhân và nới lỏng kiểm soát tôn giáo và phát huy quyền tự do ngôn luận. Tito sau đó đi công du Châu Mỹ. Tại Chile, hai Bộ trưởng từ chức để lên tiếng phản đối Tito. Tại Liên Hợp Quốc, dân Croatia và Serbia biểu tình trong lúc Tito phát biểu trước hội nghị. Nghị sĩ Hoa Kỳ Thomas J. Dodd lên tiếng kết tội Tito về những vụ thanh trừng chính trị tại Nam Tư. Năm 1966, nhân dịp Linh mục Stepanec từ trần, Tito và Tòa thánh Vatican ký thỏa ước cho phép nhà thờ Công giáo truyền đạo tại Nam Tư.
Về phía Đông Âu, Tito phải đối phó với âm mưu của tay cộng sản gộc Aleksandar Ranković. Cùng năm, Tito ra tuyên ngôn rằng người cộng sản phải từ đây cùng nhau xây dựng phát triển Nam Tư qua quyền tự do bàn thảo, và chính quyền độc tài sẽ không còn tồn tại. Cơ quan Mật vụ Chính phủ Nam Tư bị cắt giảm chỉ còn 5.000 nhân viên.
Ngày 1 tháng 1 năm 1967 Nam Tư là nước cộng sản đầu tiên mở cửa biên giới cho dân nước ngoài ra vào tự do không cần giấy visa. Cùng năm, Tito tham gia công cuộc giải hòa giữa Do Thái và Ả Rập. Ông kêu gọi khối Ả Rập công nhận lãnh thổ Do Thái để đổi lấy những phần đất bị Do Thái chiếm đóng.
Tito cũng ủng hộ chính quyền Tiệp Khắc do Alexander Dubček trong cuộc khủng hoảng với Liên Xô, hứa sẽ bay sang Praha bất cứ khi nào Dubček kêu cứu.
Năm 1971 Tito tái đắc cử Tổng thống Nam Tư lần thứ 6. Trong bài diễn văn tại Hội nghị Liên Hiệp Nam Tư ông đề xuất 20 sửa đổi trong Hiến chương, tạo dựng nền tảng cho phát triển quốc gia Nam Tư. Qua các thay đổi hiến chương hình thành một chính quyền gồm 1 Tổng thống và 1 Hội đồng gồm 22 thành viên được bầu lên từ 6 nước cộng hòa thành viên của Liên hiệp Nam Tư và 2 vùng tự trị. Đứng đầu Hội đồng này là một Thủ hiến, chọn lên lần lượt từ các nước thành viên. Trong trường hợp có mâu thuẫn và Hội đồng không quyết định được thì Tổng thống có quyền lực để quyết định sau cùng. Thay đổi của Hiến chương Nam Tư còn cho phép các chính phủ thành viên tự thiết lập cơ sở hiến pháp riêng, không cần theo chủ thuyết của Đảng Cộng sản. Džemal Bijedić được bầu làm Thủ hiến. Tuy các nước thành viên được tăng quyền tự trị, nhóm lãnh đạo Liên hiệp Nam Tư giữ kiểm soát về ngoại giao, an ninh quốc phòng, tài chính, thương mại trong Nam Tư và liên hệ giúp đỡ các nước nghèo láng giềng. Giáo dục, y tế và an sinh xã hội hoàn toàn thuộc về chính quyền các nước thành viên.
Đối với cách nhìn của các nước phương Tây, Tito nổi bật nhất là khả năng giữ được sức liên kết của các nước thành viên Nam Tư, ông liên tục đánh chìm mọi khuynh hướng quốc gia. Một trong những thử thách của công trình giữ nền liên hiệp của Tito là cuộc bùng dậy từ Croatia. Chính quyền Tito đã nỗ lực dẹp tan các cuộc biểu tình công cộng, đồng thời ngăn chặn các nhóm bất đồng chính kiến trong Đảng Cộng sản Nam Tư. Tito tuyên bố về cuộc nổi dậy này: "Sông Sava sẽ chảy ngược khi Croatia lập được nước riêng". Tuy bị chặn đứng, cuộc bùng dậy Croatia này cũng đạt được vài thành công vì sau đó có vài thay đổi trong Hiến chương.
Ngày 16 tháng 5 năm 1974, một Hiến chương mới được công nhận và Josip Broz Tito được bầu làm Tổng thống suốt đời.

### Chính sách ngoại giao

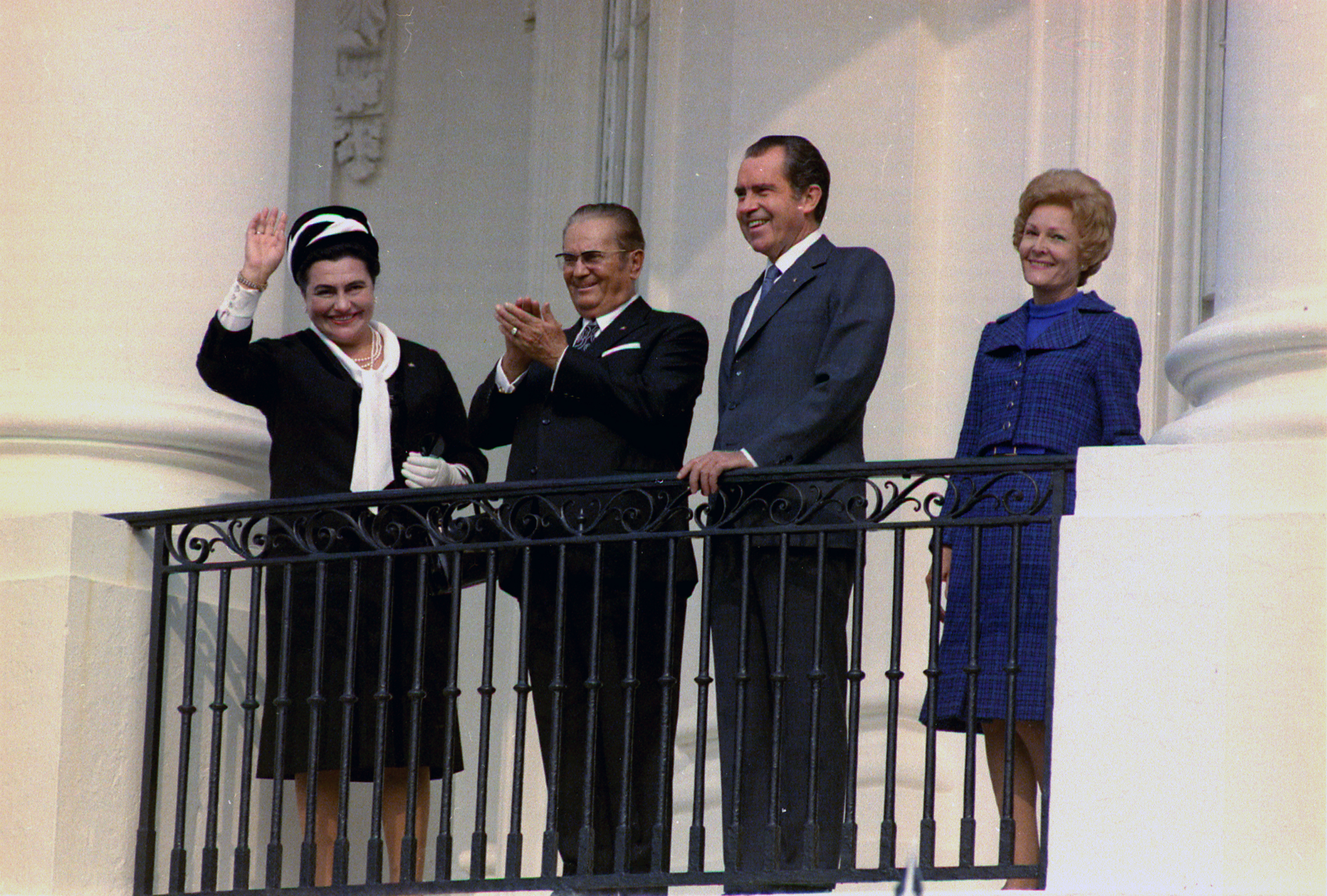
Từ trái: Jovanka Broz, Tito, Richard Nixon, và bà Pat Nixon tại Nhà Trắng năm 1971

Tito được người ta biết đến nhiều vì ông theo đuổi chính sách trung lập trong thời kỳ Chiến tranh Lạnh và luôn hợp tác với các nước đang phát triển. Vì vậy Tito bị Stalin ly gián và sau đó Nam Tư không được khối Đông Âu ủng hộ. Chính sách trung lập này luôn được ông nêu lên trong các bài diễn văn trước công chúng. Ông nhấn mạnh tính quan trọng của sự liên kết của các nước trung lập, cùng nhau phát triển nhưng không được gây áp lực buộc Nam Tư phải ngả theo phe nào trong Chiến tranh Lạnh. Liên hệ giữa Nam Tư và các cường quốc Âu-Mỹ do đó có phần dễ chịu hơn.
Khác với các nước cộng sản chuyên chính, Nam Tư có chính sách du lịch dễ dãi, cho phép người trong và ngoài nước ra vào tự do. Nhiều người Nam Tư do đó có thể đi làm tại các nước khắp châu Âu.
Tito cũng có bang giao với Miến Điện thời chính quyền U Nu, sang thăm nước này vào năm 1955 và 1959. Khi Ne Win lên nắm quyền Miến Điện thì Tito không sang nữa.
Vì trung lập, Nam Tư có bang giao với các quốc gia cực hữu, chống cộng sản như Paraguay dưới chính thể của Alfredo Stroessner.
Nam Tư cùng với nhiều quốc gia thân tả cắt bang giao với Chile sau cuộc đảo chính năm 1973.

## Cuối đời

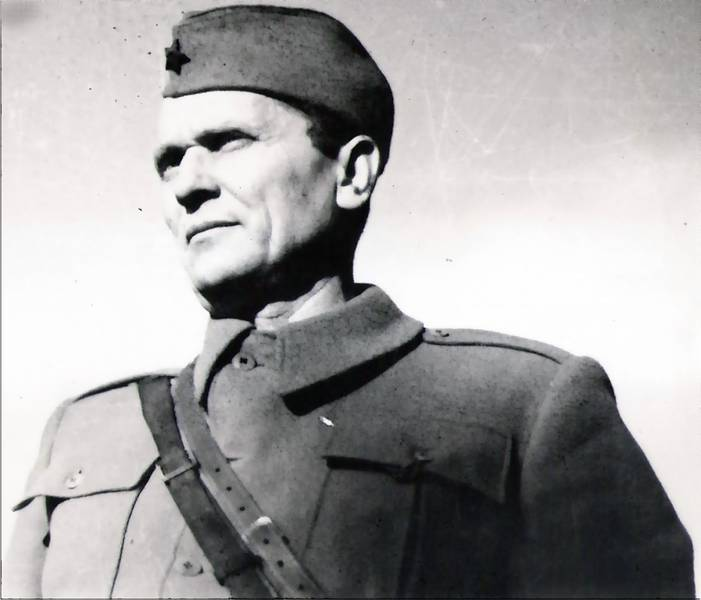
Tito ở Jajce, tháng 11 năm 1943.

Sau khi nhận chức Tổng thống suốt đời, Tito trở thành một chính khách ngoại giao. Ông dần dần bớt can thiệp trực tiếp vào hoạt động của chính quyền Nam Tư.
Tháng 1 năm 1980, Tito bị tắc mạch máu ở chân sau đó phải vào bệnh viện và bị cưa chân bên trái. Sau đó ông qua đời ngày 4 tháng 5 năm 1980. Đám tang Tito có nhiều chính khách các nước khác đến dự. Trong thời kỳ này, đây là một đám tang đông khách đến dự nhất, với 110 nhà lãnh đạo đến dự. Trong đó có 4 vị vua, 46 Tổng thống và chủ tịch Hội đồng Nhà nước, 1 Toàn quyền, 7 Hoàng tử, 48 Thủ tướng và Chủ tịch Hội đồng Bộ trưởng, 65 Ngoại trưởng và 20 Chủ tịch Quốc hội. Họ đến từ 180 quốc gia, 21 tổ chức quốc tế, từ cả hai phe của cuộc Chiến tranh Lạnh. Ngoài ra còn có đại diện đến từ 83 tổ chức chính trị trên thế giới.
Sau khi Tito qua đời, nền tảng liên hiệp của Nam Tư từ từ tan rã. Các nước thành viên xung đội lẫn nhau vì vấn đề khác biệt sắc tộc đưa đến các cuộc chiến tương tàn kéo dài hàng chục năm sau đó.
Tito được chôn tại nghĩa trang Kuća Cveća (Nhà Hoa) ở Beograd. Ngày nay vẫn có du khách đến viếng để tưởng nhớ những ngày phồn thịnh xa xưa của Nam Tư.